# Rexa raddai
Rexa raddai is een insect uit de familie van de gaasvliegen (Chrysopidae), die tot de orde netvleugeligen (Neuroptera) behoort. 
Rexa raddai is voor het eerst wetenschappelijk beschreven door Hölzel in 1966.